# Ozarba cryptochrysea
Ozarba cryptochrysea là một loài bướm đêm trong họ Noctuidae.